# Tombe de Zhang Qian
 (juin 2020).
Si vous disposez d'ouvrages ou d'articles de référence ou si vous connaissez des sites web de qualité traitant du thème abordé ici, merci de compléter l'article en donnant les références utiles à sa vérifiabilité et en les liant à la section « Notes et références ».
Le tombeau de Zhang Qian, un éminent diplomate chinois de la Dynastie des Han de l'Ouest, pionnier de la Route de la Soie est situé dans le Comté de Chenggu de la municipalité de Hanzhong. Le tombeau est un monument en briques avec une rampe d'accès inclinée, orientée de l'ouest vers l'est. Il est recouvert d'un monticule de terre battue en forme de seau, et sa forme est rectangulaires ; il est long de 19,5 mètres du Nord au Sud, de 16,6 mètres de l'Est vers l'Ouest, et haut de 4,26 mètres.
Originaire de Guizang, Zhang Qian est mort à Chang'an en 114 av. J.-C. Depuis la Dynastie Han, le tombeau est bien documenté et son histoire est claire. En 1938, des fouilles préliminaires de la tombe de Zhang Qian ont été menées par l'Université du Nord-ouest, qui ont permis de déterrer des pièces comme un sceau de terre gravé d'une inscription datant des Han « inscrit par Bo Wang », et des morceaux de poterie grise, une cocotte, des pièces de monnaie « Wuzhu » et autres objets, qui ont constitué des preuves archéologiques de l'authenticité de la tombe.